# Grete Balle
Margaret „Grete“ Prætorius Balle (geboren 26. April 1926 in Haderslev, Dänemark) ist eine dänische Malerin und Textilkünstlerin.

## Leben

### Jugend und Ausbildung
Margaret wurde als Tochter des Buchhalters Hans Møller (1895–1955) und der Annemarie Prætorius (1898–1998) geboren. Da sich die Eltern bald scheiden ließen, führte Grete den Nachnamen Prætorius. Sie erlangte 1945 am Kolding-Gymnasium das Abitur. 1947 lernte sie den Maler Mogens Balle kennen, mit dem sie nach Italien reisen wollte, was jedoch unverheiratet nicht wohl gelitten war. Daher reiste sie alleine und setzte sich in Rom mit der klassischen Kunst auseinander. Mogens Balle war Mitglied der Künstlergemeinschaft CoBrA und ermutigte sie zu malen. 1949 heirateten Praetorius und Balle und bekamen 1950 die Tochter Annemarie.

### Künstlerin
1950 debütierte sie als Malerin in der Herbstausstellung von Den Frie mit eigenen Werken. Später konzentrierte sie sich jedoch auf das Weben. Sie kaufte sich einen Webstuhl und lernte bei Karen Redder, die in Kopenhagen eine private Webschule betrieb. Weitere Inspiration bekam Grete Balle durch drei sehr unterschiedliche Ausstellungen: eine Ausstellung des französischen Künstlers Jean Lurçat, eine Vorführung finnischer Ryas, das sind finnische traditionelle Webtechniken, und schließlich eine Ausstellung mit der norwegischen Weberin Hannah Ryggen, die sich für die Gedankenwelt rund um CoBrA interessierte. Balle unternahm auch Studienreisen nach Polen, Jugoslawien, Frankreich und Ghana.
Grete Balle sah sich nie in der kunsthandwerklichen Tradition Dänemarks, sondern entwickelte die Weberei zum Medium für künstlerische Gestaltung. Daher wurde sie 1957 erneut zur Künstlerherbstausstellung zugelassen, diesmal nur mit einem Gemälde und drei Ryas (gewebte Werke). Ebenso wurde sie von 1961 bis 1973 in der Maiausstellung aufgenommen. Bei ihrer künstlerischen Entwicklung bekam sie Unterstützung von Gunnar Aagaard Andersen. Zunehmend realisierte sie ihre Werke rustikaler und grobfaseriger und integrierte Äste, Steine und Pflanzenreste in ihre Arbeiten, ebenso experimentierte sie mit Kunstfasern und Kunststoffen. Zunehmend erfuhr sie in Dänemark und auch international Anerkennung. 1966 wurde sie in die Society of Artists of Great Britain und 1973 in die Künstlervereinigung M59 aufgenommen.
Schließlich gelang es ihr in Zusammenarbeit mit den Architekten Inger und Johannes Exner 1966 einen Auftrag für die Kirche von Viskinge zu erhalten, woraus sich später weitere Aufträge ergaben.
Nach dem Tod ihres Mannes begann sie 1988 wieder konzentrierter mit den Mitteln von Gouache und Malerei zu arbeiten.

### Auszeichnungen
Grete Balle erhielt für ihr experimentelles Werk zahlreiche Auszeichnungen. 1998 wurde sie für das Lebensstipendium der Danish Arts Foundation nominiert, einer Auszeichnung, die nur wenige dänische Künstler bekamen.
Zahlreiche ihrer Werke sind in dänischen Kunstsammlungen vertreten.

## Ausstellungen (Auswahl)

### Einzelausstellungen
- 1959: Galerie Hybler, Kopenhagen
- 1961: Galerie Jylland, Århus
- 1963: Grete Balle, Galerie Jensen, Kopenhagen
- 1966: Grete Balle, Galerie Jensen, Kopenhagen
- 1969: Galerie Gade, Ålborg
- 1974: Grete Balle, Galerie Birkdam, Kopenhagen
- 1977: Grete Balle, Galerie Asbæk, Kopenhagen
- 1977: Holstebro Museum
- 1991: Holbæek Museum
- 2016: Ausstellung zum 90. Geburtstag von Grete Balle, Skovhuset, Værløse[4]
- 2021: Bildende Künstlerin Grete Balle, Holbæk Museum, Holbæk, Dänemark[5]
- 2022: Grete Balle: Retrospektiv, Haderslev Kunstforening[6]

### Gruppenausstellungen
Seit 1950 beteiligte sich Balle mit ihren Werken an zahlreichen Ausstellungen in Dänemark, Frankreich, Schweden, Finnland, London, Japan und Polen.
- 1962: Aagaard Anderse, Grete Balle e. a., Kopenhagen
- 1978: Grete og Mogens Balle, Court Gallery, Kopenhagen
- 1995: Textil set, Herning Kunstmuseum, Herning